# Drinápolyi béke (1829)

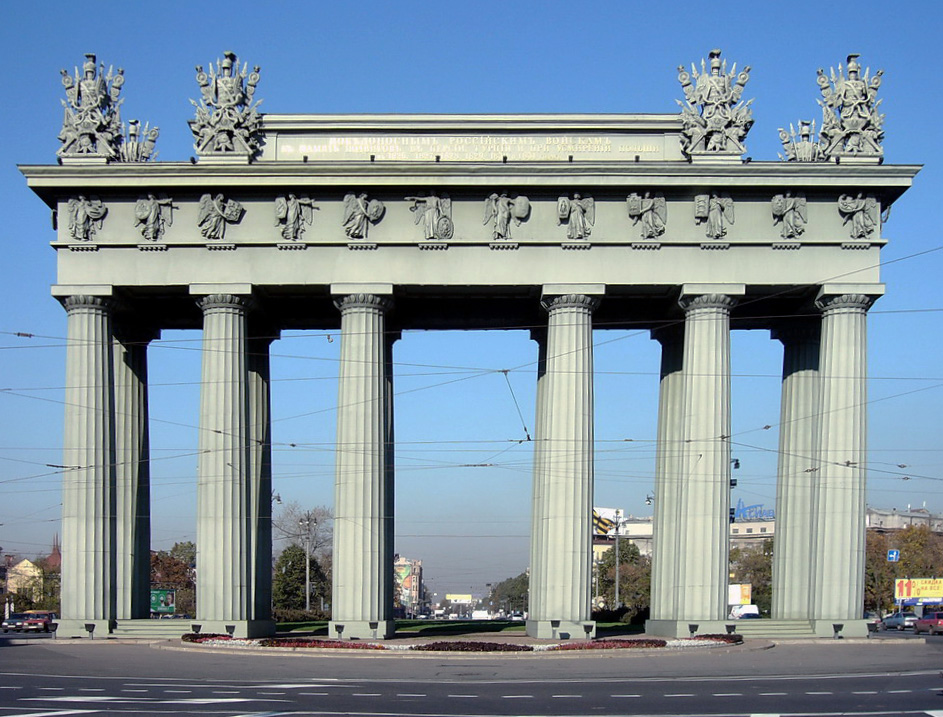
Szentpéterváron a Moszkvai Diadalív (1836–1838) Oroszországnak az 1828–1829-es orosz–török háborúban aratott győzelmének állít emléket

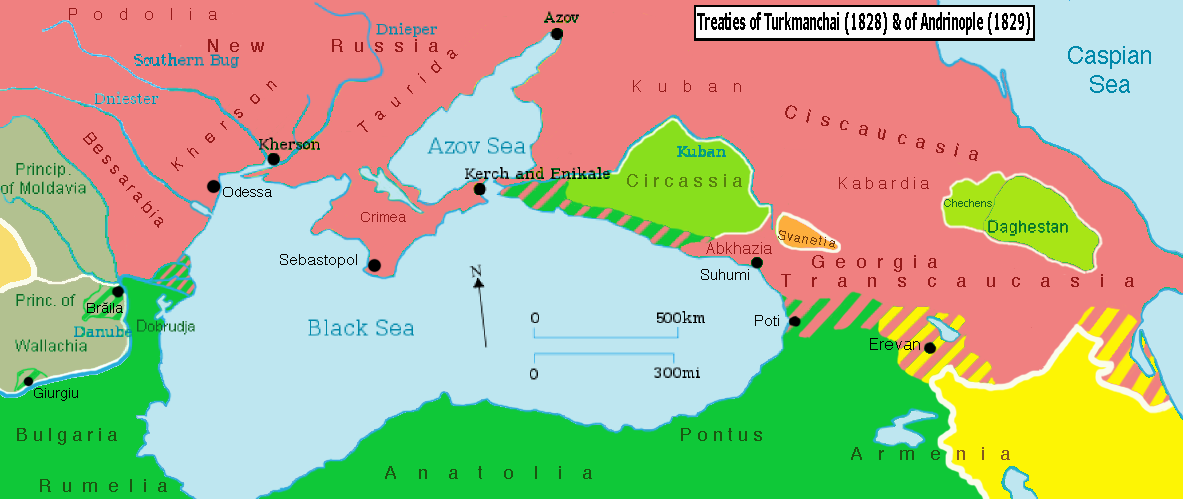
Területi változások a drinápolyi békét követően

A drinápolyi béke vetett véget az Orosz és az Oszmán Birodalom között zajlott  1828–1829-es orosz–török háborúnak. A megállapodást  török részről Abdülkadir bej, orosz oldalról Alekszej Fjodorovics Orlov herceg írta alá 1829. szeptember 14-én Drinápolyban. A törökök hozzáférést biztosítottak az oroszoknak a Duna torkolatához, valamint Grúziában Akhaltsikhe és Akhalkalaki erődítményeihez. A szultán elismerte, hogy Grúzia (így többek között Imereti, Mingrélia, Guria), valamint a Perzsiától az előző évben megszerzett Jereváni és Nahicseváni Kánságok az orosz cár fennhatósága alá tartoznak. A szerződés értelmében a Dardanellák megnyílt a kereskedelmi hajók előtt, így felszabadult a gabonafélék, az élő állatok és a fa kereskedelme. A szorossal kapcsolatos kérdések végső rendezésére a Hünkâr İskelesi szerződésben került sor 1833-ban.
A drinápolyi béke értelmében a szultán ismét autonómiát ígért Szerbiának valamint Görögországnak, és hagyta, hogy Oroszország elfoglalja Moldovát és Havasalföldet, míg a törököknek nagy kártérítést kellett fizetnie. Később azonban a Hünkâr İskelesi szerződéskor történt módosítást követően ezeket az összegeket jelentősen csökkentették. A szerződés értelmében Törökország és Havasalföld között az új határvonal a Duna folyása lett. Így Havasalföldhöz került Turnu, Giurgiu és Brăila megyéje.

## A kultúrában
- A drinápolyi békét gyakran emlegetik az 1960-as években forgatott The Prisoner című sorozat The General részében.